# السحيمية
السُّحَيْمِيّةُ هي قرية أحسائية مندثرة، شهدت الأحساء خلال مراحلها المختلفة نشأة واندثار عدد من المدن والقرى نتيجة العوامل السياسية كقرية بني نحو، أو التصحر وزحف الرمال الذي ساعد على زوال عدد من القرى الأحسائية، أو هجرة أهلها والانتقال إلى المناطق المجاورة، أو اتحاد بعض القرى ببعضها نتيجة للقرب الشديد بينها، ومن هذه القرى التي قامت في الأحساء ثم اندرست كقرية أبو شافع، وقرية الموازن وقرية النديد وقرية المزيرعة وقرية البابة، وغيرها التي كتب عنها المؤرخون وأشار إليها الباحثون.

## التسمية
هناك احتمالان لنشأة التسمية لهذه البلدة:
- الرأي الأول السُّحَيْمِيّةُ: بلفظ النسبة إلى سحيم تصغير أسحم تصغير الترخيم، وهو الأسود،[2] والعرب تسمّي الأخضر أسود؛ لأنّه يرى كذلك على بعد، ومنه سواد العراق؛ لخضرة أشجاره وزروعه، فأهل السواد: هم الساكنون في أرضه. وقد يطلق على قرى البلد، فأهل السواد هم أهل القرى.

لذا يمكن أن أطلاق (السُّحَيْمِيّةُ) في الأحساء، نابع وناشئ من المعنى اللغوي للكلمة، لما تتمتع به هذه المنطقة من نخيل وزروع جعلها سوداء لكثرة نخيلها وزروعها، وأهل الأحساء في لهجتهم الدارجة، يطلقون على الأسود، لفظة(الأسحم) إشارة إلى سواده، فيحتمل إن يكون اشتقاق هذه التسمية نابعة من المعنى للغوي للكلمة، وانطباقه عليها.
- الرأي الثاني: واحتمل الباحث عبد الخالق الجنبي إن هذا الموضع منسوب إلى سُحيم بن مُرّة بن الدول بن حنيفة من بكر بن وائل، وهو بطن ينحدر منه هوذة بن علي صاحب اليمامة الذي كان كثيراً ما يأتي مع قومه إلى هجر أيام انعقاد سوق المشقر.

ولعل الرأي الأول من وجهة نظري أقرب لقربه من الواقع العملي للمنطقة، وموافقته للهجة الدارجة في الأحساء، الذي اعتاد أطلاق المسميات وفق رؤيته ونظرته، والعلم عند الله.

## الحدود والمعالم
السحيمية هي موقع نخيل وقرية مندثرة ذات رقعة ومساحة كبير تقع شمال مدينة المبرز، يحدها من الجنوب هضبة(لسان محيرس)، ومن الشمال عين أم سبعة وأنهارها، ومن الغرب عين منصور التي كانت تسقي معظم بساتين السُّحَيْمِيّةُ.
ويذهب الدكتور فهد الحسين إلى احتمالية امتداد السُّحَيْمِيّة إلى حدود البطالية في الجهة الجنوبية منها، فيقول:>ومن المحتمل أن المنطقة الزراعية الواقعة شمال قرية البطالية المعروفة بالسُّحَيْمِيّةِ لها صلة بعين السُّحَيْمِيّةِ التاريخية، إذ من المعتقد أن المنطقة الزراعية المحيطة بالعين اكتسبت اسم العين وأصبحت تعرف بالسُّحَيْمِيّةِ بعد أن فقدت العين اسمها<[4].
وهذا ليس ببعيد أن تمتد السُّحَيْمِيّةُ (القرية) والمزارع إلى أطراف قرية البطالية وهي التي اشتهرت بنخيلها ومزارعها الكثيفة والمنبسطة، فتكون قرية السُّحَيْمِيّةِ مجاورة للبطالية، ففي وثيقة مبايعة بقرية البطالية تعود إلى 25 شوال سنة 1165هـ، كتبها الشيخ إبراهيم بن الشيخ أحمد بن إبراهيم المقابي، شهود الحال فيها عبد الله بن سلمان أهل السُّحَيْمِيّةِ، أحمد بن مسلم أهل قرية السُّحَيْمِيّةِ [5].
وإن كان هذا لا يثبت حقيقة جازمة لكنه يعطينا وجود علاقة ورابطة بين القريتين، إضافة لما أشار له الحسين بوجود مزارع شمال البطالية تعرف بالسُّحَيْمِيّةِ، يعني احتمالية امتدادها واقعية.
هناك مجموعة المعالم بارزة لقرية السُّحَيْمِيّةِ ورد ذكرها في المصادر التاريخية متمثلة في عين السُّحَيْمِيّةِ والمزارع التابعة لها والتي ورد أشارة لها في المصادر نذكرها مع بعض المناقشة في بعضها:

## عين السُّحَيْمِيّةِ
ذكرها شارح ديوان علي بن المقرب العيوني (572- 631 هـ)، عند قول الشاعر العيوني:
وهل أينع الوادي الشمالي واكتست       عثاكيل قنوانٍ حدائقه الغلبُ
قال شارح الديوان:>الوادي وهو ما اطمأن من الأرض، يعني به ها هنا قرية من سواد الأحساء تسقيها عينٌ تسمى بالسُّحَيْمِيّةِ، وبتلك القرية أكثر أملاكه[ومنازل أسرته] المغصوبة<[6].
يقول شارح شرح الديوان الباحث الأستاذ عبد الخالق الجنبي في تعليقه على هذا النص:> فإذا كانت عين منصور - الذي يدل اسمها على حداثته - هي عين السُّحَيْمِيّةِ المذكورة في الشرح، فإن هذه القرية تكون واقعة إلى الشمال من عين منصور، لأن تدفّق مجرى هذه العين الطبيعي هو إلى الشمال والشمال الشرقي بحيث تسقي أملاك الشاعر المغتصبة في هذه القرية<.
فهو بهذا يعرب عن رأيه باحتمالية أن تكون عين (منصور)، ذات الاسم الحديث هي ذاتها عين السُّحَيْمِيّةِ الورادة في المصادر، وإنما تغير اسمها نتيجة لحدث متأخر غيب الاسم التاريخي لها.
أما الحسين في كتابه عن آثار بلدة البطالية، فيختلف معه في الرأي ويميل إلى أن عين السُّحَيْمِيّةِ، هي ذاتها عين أم سبعة الشهيرة، فيقول:>.. وعلى هذا يحتمل أن عين السُّحَيْمِيّةِ التاريخية في العين المعروفة حاليا بعين أم سبعة التي تسقي المنطقة الزراعية المحيطة بها والمعروفة بالسُّحَيْمِيّةِ <.
علماً أن المصادر عندما تذكر عين (السُّحَيْمِيّةُ)، على أنها تقع وسط منطقة السُّحَيْمِيّةُ، والذي يعرف داخل السُّحَيْمِيّةِ هي عين (منصور)، وليس (أم سبعة)، إلا إذا كان امتداد السُّحَيْمِيّةِ التاريخي يضم وسطه أيضاً عين أم سبعة، خاصة وأن نسبة ليست قليلة من مزارع السُّحَيْمِيّةِ ترتوي من مياه هذه العين الفوارة الغنية بالمياه المتدفقة.
وليس ببعيد أن تضم المنطقة أكثر من عين منذ القدم، ففي التقرير عن الأراضي الزراعية لقرية السُّحَيْمِيّةِ الذي كتبه العثمانييون خلال القرن الثالث عشر، يذكر كلا العينين، أم سبعة بأسمها، وعين منصور بـ(بعين بن منصور).

## مزارع قرية السُّحَيْمِيّة
إشارة الوثائق العثمانية إلى هذه القرية كإحدى القرى الغنية بالخيرات ذات المداخيل العالية، فذكرت عدد من المزارع التابعة للسُّحَيْمِيّةِ وما ينتج عنها، وهي ضمن سجل عثماني نشر الدكتور سهيل صابان، وكان ضمن تصنيف الخازانة السلطانية برقم(4125HH.d)، ويقع السجل العام في 82 صفحة، كتب 8 ذو الحجة سنة 1293هـ . هي كما يلي[7]:

### الزميليجات
ويحدها من الشرق ملك فارس بن فرج والطريق، ومن الغرب ملك بحيمان، ومن الشمال الصحراء، ومن الجنوب نهر الحسان وملك فارس. ومساحتها: 6 دونم، 1346 ذراعا.
وتحصل على ريها من الماء من المزرعة الميرية الموسومة بمروغان.

### تابع خريشيف
ويحدها من الشرق ملك ولد بريح، ومن الغرب ملك سيف السعدون، ومن الشمال المنجي، ومن الجنوب ملك السيد أحمد. ومساحتها: 2 دونم و700 ذراع
وتحصل على ريها من نهر الحد المتشعب من طوايح النبع الموسوم بأم السبعة.

### خرابة المسافري الشمالية
ويحدها من الشرق ملك مسقي، ومن الغرب ثبر الحار، ومن الشمال ثبر الخنيجر، ومن الجنوب ملك صالح العبد الله، وملك ابن عمر. ومساحتها: 8 دونم 8000 ذراع .
وتسقي من النهر الموسوم بالمعبر - الذي يتشعب من طوايح الأملاك الواقعة على النبع الموسوم بعين بن منصور، في كل يوم من الربع الرابع من النهار وحتى الصباح.

### خرابة المسافري الجنوبية
ويحدها من الشرق نهر الحار، ومن الغرب ملك أبي شهاب وملك الخليفة، ومن الشمال ملك الخليفة وملك الرشيد، ومن الجنوب نهر البارد. ومساحتها: 3 دونم 1040 ذراع.
وتسقى من النهر الموسوم بالمعبر في النصف الأوسط من نهار كل يوم. إذ أن مزرعتي شطيب المسافري، ودوير المسافري - وهي من النخيل والأملاك الميرية - تحصل على ريها.

### خرابة الدغيمي
ويحدها من الشرق ملك الحياج، ومن الغرب ملك الغردقة، ومن الشمال نهر الغرير، ومن الجنوب ملك عيال سليمان. ومساحتها: 2 دونم، و 529 ذراعاً.
وتسقى من النهر الموسوم بالغرير المتشعب من النهر الموسوم بأم سبعة في يوم الخميس من كل ثمانية أيام. كما تحصل على الماء كذلك في النصف الأخير من يوم الأحد.

### شريب السباحية
وهي في الأصل مزرعة قديمة للأرز. ويحدها من الشرق ملك التجارة، ومن الغرب ملك عبد الجادر عبد القادر، ومن الشمال كذلك، ومن الجنوب كذلك. ومساحتها: 1 دونم 300 ذراع.
وتحصل على ريها من الماء من المزرعة الموسومة بالسياحية التي هي ملك للعيد الجادر العبد القادر.

## مزارع الأرز قرية السُّحَيْمِيّةِ

### المردغانة
ويحدها من الشرق المنجی وشريب البحيمان، ومن الغرب قرية الموازن وملك الدريش وملك ابن عمر وشريب البحيمان، ومن الشمال نهر الحد وشريب البحيمان، ومن الجنوب ملك الشيخ مبارك، وملك عبد الله وقرية الموازن، وملك القاضي وشريب البحيمان. ومساحتها: 59 دونم 1586 ذراعاً.
وتسقى من النهر الموسوم بالغدير في النصف الأخير من يوم الجمعة من كل ثمانية أيام إذا وضعت ماسورة على نبع أم السبعة. فإذا رفعت الماسورة فإنها تحصل على الماء في كل ليلة من بعد العشاء. إلا أنها لا تحصل على الماء في النصف الأول من ليلة الاثنين، والنصف الموسوم بالغدير في النصف الأخير من أيام: السبت والاثنين والثلاثاء والأربعاء.

### خريشيف
ويحدها من الشرق ملك حمد النويران وملك الغنام، ومن الغرب نهر الفريحة وملك العمير، ومن الشمال نهر الفريحة، ومن الجنوب ملك العمير. ومساحتها: 14 دونم 456 ذراعاً.
وتسقى من بعض طوايح مزرعة المروغان الميرية.

### الرويان الغربي
ويحدها من الشرق ملك عيال سلمان، ومن الغرب ملك أبي درير، ومن الشمال ملك العفالج ]العفالق[ ومن الجنوب المنجی ومساحتها: 2 دونم 1050 ذراعاً.
وتسقى من النهر الموسوم بالحد المتشعب من نبع أم السبعة في ليلة السبت من كل ثمانية أيام. كما تحصل على الماء كذلك في النصف الأخير من يومي الأحد والخميس. وكذلك تسقي مزرعة رويان الغربي هذه من المياه الأخرى الواردة إليها؛ غير أنها ليست مخصصة لها كلها. بل نصفها لها مع ضاحية الوسطى من الرويان، ورويان الشرقي، وهما من الأملاك الميرية. أما النصف الآخر فمخصصة لأملاك الأهالي المتمثلة في أملاك عيال سلتان ]سلطان[ المعروفة بالرويان أيضاً.

### الرويان الشرقي
ويحدها من الشرق ملك ابن بشير، ومن الغرب ملك عيال سليمان، ومن الشمال ملك ابن بشير، ومن الجنوب كذلك. ومساحتها: 3 دونم  20ذرعاً.
وهي مثل سابقتها في السقي.

### شطيب المسافري
ويحدها من الشرق نهر الحار، ومن الغرب الثبر، ومن الشمال ملك الهاشمي، ومن الجنوب ملك الخليفة وملك الرشيد. ومساحتها: 2 دونم 1360 ذراعاً.
وسقيها موضح في الشرح الموجود على مزرعة خرابة المسافري الجنوبي.

### دوير المسافري
ويحدها من الشرق ملك الرشيد، ومن الغرب ملك الهاشمي، ومن الشمال الثبر، ومن الجنوب ملك الرشيد. ومساحتها: 1 دوم 421 ذراعاً.
وهي مثل سابقتها في السقي.

### الدغيمي
ويحدها من الشرق ملك الغردقة، ومن الغرب ملك البعيجان، ومن الشمالي نهر الغدير، ومن الجنوب ملك البعيجان. ومساحتها: 2 دونم 725 ذراعاً.
وتسقى من النهر الموسوم بالغدير المتشعب من النبع الموسوم بأم سبعة في الربع الأول من كل يوم ما عدا يوم الاثنين.

### الصبخة
ويحدها من الشرق ملك الودي، ومن الغرب نهر الفريحة، ومن الشمال ملك الودي، ومن الجنوب نهر مروان. ومساحتها: 9 دونم 679 ذراعاً.
وتسقى من النهر الموسوم بمروان المتشعب من النبع الموسوم بأم السبعة في ليلة السبت. وفي النصف الأخير من يوم الاثنين، وفي نصف النهار الأخير من يوم الأربعاء، وفي النصف الأول من يوم الخميس، من كل ثمانية أيام

### العميرة
ويحدها من الشرق ملك الخميس، ومن الغرب ملك العفالج ]العفالق[، ومن الشمال ملك ابن براك، ومن الجنوب نهر الخياط، ومساحتها: 1 دونم 668 ذراعاً.
وتسقى من النهر الموسوم بمروان في النصف الأخير من يوم: الجمعة والسبت والثلاثاء من كل ثمانية أيام.
الأراضي الخالية الموجودة بجوار المبرز أرض براك(3)
ويحدها من الشرق أرض وقف مسجد سليمان، ومن الغرب الطريق، ومن الشمال سور بلدة المبرز، ومن الجنوب المقبرة ومساحتها: 10 دونم. وقيمتها 20 ريالا.
يتم سقيها بالكرود<.
وتكمن أهمية هذا التقرير عن مزارع قرية السُّحَيْمِيّةِ، هو دقته وعنايته بذكر أسماء المزراع الموجود في السُّحَيْمِيّةِ، وحدود كل مزرعة، ومصادر المياه فيها، وأسماء الأسر المتملكة لها، وهذا يعطينا تعريفاً تفصيلياً عن طبيعة الأرض الزراعية وسعتها، وأهميتها من الناحية الاقتصادية.

## تاريخ النشأة
التاريخ الدقيق لنشأة قرية السُّحَيْمِيّةُ، لا يمكن تحديده، فوردها في المصادر محدود ومتأخر، ولكن من خلال القرائن نستطيع القول إن قرية السُّحَيْمِيّةُ من أقدم القرى الأحسائية وأعرقها وأكثرها ازدهاراً، ففي القرن الخامس قام البطل عبد الله بن علي بن محمد العيوني من تأسيس دولته التي عرفت بالدولة العيوني على أنقاض دولة القرامطة التي اجتثها من بلاد البحرين سنة 469هـ ، لتستمر الدولة في عقبه إلى سنة 636هـ ، والذي يعنينا في الأمر هنا ما أشار إليه شارح ابن المقرب بقوله:> وبتلك القرية أكثر أملاكه[ومنازل أسرته] المغصوبة<[8].
وهذا نص يحمل في طياته معاني عديدة من أبرزها:
- أن القرية متقدمة على هذا التاريخ بسنوات مديدة، أقلها إلى القرن الرابع الهجري، حيث تكونت خلال الأملاك والمزراع التي ورثتها الشاعر عن آبائه وأجداده في هذه الأرض المعروفة ب(السُّحَيْمِيّةُ).
- أن السُّحَيْمِيّةُ، قد تكون موطن ( آل العيوني )، وهو رأي رجحه ومال إليه المحققون لديوان ابن المقرب:>فإن موقع سكن الشاعر وأهل بيته هو في السُّحَيْمِيّةِ وما جاورها<[9]، وذلك نابع بقرينة الأملاك التابعة لهم.
- أنها بلدة خصبة وغنية بالزراعة والنخيل، حتى عرفت ب السُّحَيْمِيّةِ، أي أرض السواد، في إشارة لكثرة نخيلها ساعدها في ذلك وجود عين السُّحَيْمِيّةِ فيها ومجاورتها لعين أم سبعة أحد أكبر عيون الأحساء وأكثرها مياه.
- إن القرية عريقة وشهيرة يقطنها سكان وعوائل عديدة فكان ضمنهم أبناء العيوني الذين تم تأسيس الدولة العيونية على يدهم.

وهذه البلدة استمرت في عطائها وازدهارها، فكانت إضافة لبروزها كبلاد آل العيوني، فقد أشارت المصادر أنها خلال القرن العاشر من سكانها أسرة ( أل أبي المسافر ) وقد برز فيها أحد أعلامها الذي نسب نفسه إليها، وهو الشيخ علي بن جعفر بن أبي المسافر السحيمي الأحسائي، والذي كان حياً سنة 985هـ.
وفي القرن الثاني عشر يبرز لنا بعض أبنائها خلال عدد من الوثائق بتاريخ 1165هـ ، نعت بعضهم، بـ >أهل قرية السُّحَيْمِيّة<، في إشارة لوجودها، وهذا يقودنا لاحتمالية استمرار القرية إلى بدايات القرن الثالث عشر، حيث اندرست، وغطت معالمها النخيل.
وأخيراً نجد لها ذكر ضمن تقرير عثماني عن الأراضي الزراعية في الأحساء يعود تاريخه إلى نهاية القرن الثالث عشر، في 8 ذو الحجة سنة 1293هـ ، مما يحتمل استمرارها إلى هذا التاريخ بمسمى قرية، ولعله بداية نهايتها، وهجرة أهلها وتحولها إلى أرض زراعية كاملة.
لتأتي الوثائق في القرن الرابع عشر بدل من قول (أهل السُّحَيْمِيّةُ)، أو (أهل قرية السُّحَيْمِيّةُ)، وقد غادرها أهلها لتقول(طرف السُّحَيْمِيّةُ)، في وصف النخيل والمزارع التابعة لها والواقعة بداخلها.

## من أعلام السُّحَيْمِيّةُ
المؤسف أننا لم نتعرف إلا على شخصية علمية واحدة من أعلامها المتأخرين غير علي ابن المقرب العيوني الذي كانت تضم معظم أملاكه المغصوبة وهو :
الشيخ علي بن جعفر بن أبي المسافر ( بعد سنة 985هـ )
الشيخ علي بن جعفر بن حسن بن موسى بن أبي المسافر الأحسائي، رمز من رموز العلم في الأحساء، كان يسكن قرية السُّحَيْمِيّةُ المندثرة، والتي يظهر نسخ (آمالي المترتضى) فيها، ويمتاز خطه بالجودة والإتقان وحسن المنظر، عمل على نسخ بعض الكتب تعد من أمهات المصادر في الفقه والحديث، مما يدلل على عنايته بالبحث والدرس، منها:
- غُرر الفوائد ودُرر القلائد المعروف بـ آمالي المرتضى: الشريف المرتضى علي بن الحسين الموسوي العلوي(355-436هـ)، وقد نسخه كاملاً جزء منه فرغ منه 22 جمادى الأول سنة 984هـ ، قال في خاتمته:>تم الجزء الأول من الكتاب الموسوم بالغرر والدرر، وهو جزء من أحد أجزاء ثلاثة على يد الفقير العاصي غريق بحر المعاصي علي بن جعفر بن حسن بن موسى بن أبي المسافر أهل السُّحَيْمِيّةُ ، غفر الله له ولوالديه، ولجميع أخوانه المؤمنين والمؤمنات إنه غفور رحيم، وكان الفراغ من استنساخه يوم الثاني والعشرين من جمادى الأول سنة أربع وثمانين وتسعمائة من الهجرة<.
وأنهى جزء آخر في جمادى الثاني لنفس العام فقال بنهايته:>اتفق الفراغ من تحريره واستنساخه عصر الاثنين السادس عشر من جمادى الواقع في شهور سنة أربع وثمانين وتسعمائة هجرية، على يد العبد الفقير المحتاج إلى رحمة ربه ورضوانه علي بن جعفر بن حسن بن موسى بن أبي مسافر، غفر الله له ولوالديه، ولجميع المؤمنين والمؤمنات إنه غفور رحيم، آمين رب العالمين<.
وهي نسخة سلطانية عثمانية في تركيا، نظيفة ومعتنى بها، خالية من القيود والتملكات مما يعني انتقالها إلى تركيا بعد فترة ليست طويلة من نسخها[10].
- مختلف الشيعة في أحكام الشريعة: العلامة الحلي الحسن بن يوسف المطهر( 648 - 726هـ)، فرغ من آخر المجلد الثالث في 11 ذي القعدة 984هـ ، وفي يوم الأربعاء 14 ذي الحجة 984 هـ آخر الكتاب، وهو مصحح قوبل على الأصل بواسطة واحدة، وهو يبدأ من كتاب الحج إلى آخر الجزء الرابع، والكتاب من مقتنيات مكتبة مدرسة مروي بإيران تحت رقم ( 288 )[11].
- من لا يحضره الفقيه: الشيخ محمد بن علي بن بابويه المعروف بـ الشيخ  الصدوق ( 311 – 361هـ )، وهي نسخة مشتركة العمل حيث نسخ جزءً منها الشيخ علي بن جعفر الأحسائي سنة 985هـ، والقسم الآخر منه نسخه السيد إبراهيم بن محمد الهاشمي بتاريخ 986هـ، وهي مصححة عليها تعاليق قليلة، قابله محمد بن فخر الدين الأردكاني في سنة 993هـ[12] .

## أسباب اندثار قرية السُّحَيْمِيّةُ
حقيقة الأمر غير معروف تاريخ دقيق لاندثارها واندراسها، ولا العوامل المؤدية لاختفاء قرية ونزوح أهلها عنها وهي تمتلك كل مقومات الحياة كالغنى الزراعي والقرب من المدينة الكبيرة، ومع هذا يحتمل التالي:
- القرب من المدينة، مدينة المبرز ساهم بقدر في هجرة أهلها حيث الخدمات تكون متوفرة أكثر والقرب من مركز القيادة في البلاد.
- معظم الأسر المتملكة خلال القرن الثالث عشر والتي كما يظهر معظمهم ليس من سكانها فهم من المتنفذين والأثرياء من أسر مدينة المبرز كالعبد القادر والبراك والخليفة والكرود والعفالق والبن بشر والبعيجان والرشيد، وغيرها، وهي عوائل معروفة لم تسكن القرى وإنما سكنت مدينة المبرز، مما يعني بيع تلك المزارع والنخيل وتحول أهلها عنها خلال القرن الثالث عشر، بين مدينة المبرز وقرية البطالية القريبة، ولعل لغيرهما من المناطق المحيطة.
- قد يكون لاعتداءات البدو وسلبهم اللمزارع دور في هجرتهم أيضاً، خاصة أنها من قرى الأطراف الشمالية التي يسهل الاعتداء عليها وسلبها، ومن ثم اللوذ بالفرار، مما يجعل حياة أهلها قلقة وغير مستقرة، وبالتالي الهجرة والنزوح نحو العمق في المدينة.

ومع ذلك يبقى أمر اندراسها من الأمور المجهولة المعالم غير واضحة الأسباب لعل الزمن يكشف حقائق كانت مغيبة عنّا من تاريخها.